# Red Bull Bragantino
Red Bull Bragantino – brazylijski klub piłkarski z siedzibą w mieście Bragança Paulista leżącym w stanie São Paulo.

## Osiągnięcia
- Mistrz drugiej ligi brazylijskiej Campeonato Brasileiro Série B: 1989, 2019
- Mistrz trzeciej ligi brazylijskiej Campeonato Brasileiro Série C: 2007
- Mistrz stanu São Paulo (Campeonato Paulista): 1989
- Mistrz drugiej ligi stanu São Paulo (Campeonato Paulista Série A2): 1965, 1988
- Mistrz piątej ligi stanu São Paulo (Campeonato Paulista Série B2): 1979
- Udział w Copa CONMEBOL (3): 1992, 1993, 1996

## Historia
Clube Atlético Bragantino założony został 8 stycznia 1928 roku przez byłych członków klubu Bragança Futebol Clube. W 1949 roku klub pierwszy raz zagrał w drugiej lidze stanowej, a do pierwszej ligi Campeonato Paulista awansował w roku 1965.
W roku 1966 klub spadł do drugiej ligi stanowej. W roku 1988 wygrał drugą ligę stanową i awansował do pierwszej ligi stanowej. W następnym roku Bragantino wygrał drugą ligę brazylijską (Campeonato Brasileiro Série B) i awansował do pierwszej ligi brazylijskiej (Campeonato Brasileiro Série A).
W 1990 roku Bragantino został mistrzem stanu pokonując w finale klub Novorizontino. W 1991 roku Bragantino dotarł do finału Campeonato Brasileiro Série A, gdzie przegrał z São Paulo. Wicemistrzostwo Brazylii było największym sukcesem w historii klubu. W roku 1992 klub zadebiutował w na arenie międzynarodowej grając w Copa CONMEBOL. W roku 1995 Bragantino spadł do drugiej ligi stanu São Paulo. W 1998 roku klub spadł do drugiej ligi brazylijskiej (Campeonato Brasileiro Série B), a w roku 2003 do trzeciej ligi (Campeonato Brasileiro Série C). W roku 2005 klub powrócił do pierwszej ligi stanowej (Campeonato Paulista).